# Berlengas
Berlengas bestaat uit een groep van kleine eilanden in de Atlantische Oceaan en is 10 tot 15 kilometer uit de Portugese kust gelegen, ten westen van Peniche in het district Leiria. De eilanden staan traditioneel voor Britse mariniers bekend als "the Burlings".
Vanuit Peniche is er een bootverbinding met de eilanden.

## Geschiedenis
Berlenga Grande is het enige bewoonbare eiland en de bewoning gaat terug tot in de oudheid: de eilanden werden genoemd in Geographia van Claudius Ptolemaeus als Λονδοβρίς (Londobris). Veel later werd het het eiland door Romeinse geografen aangeduid als Saturno en werd het achtereenvolgens bezocht door Arabieren, Vikingen en kapers uit Engeland en Frankrijk.
In 1513 stichtten monniken van de Orde van São Jerónimo, met de steun van koningin Eleonora, een nederzetting op het eiland om hulp te bieden voor navigatie en slachtoffers van frequente scheepswrakken. Het klooster (het klooster van de Misericórdia da Berlenga) bleef tot de 16e eeuw, toen ziekte, gebrek aan communicatie (als gevolg van voortdurend slecht weer) en de regelmatige aanvallen van piraten en kapers (uit Engeland en Frankrijk) de monniken ertoe dwongen hun klooster op het eiland te verlaten.
Na de Portugese Restauratieoorlog, tijdens het bewind van koning Johan IV, bepaalde de oorlogsraad dat de kloosterruïnes gesloopt dienden te worden en met de rotsblokken een kustverdediging te bouwen die zou helpen bij de bescherming van de nederzettingen aan de kust; het Fort van São João Baptista das Berlengas is opgebouwd uit de overblijfselen van de kloosterruïnes. In 1655, tijdens de bouw, weerstond het al een aanval door drie kustpiraten.
De vuurtoren van het eiland werd gebouwd in 1841. In de 20e eeuw werd een zonnepaneel geïnstalleerd in de vuurtoren.
De Internationale Coördinerende Raad van het Mens- en Biosfeerprogramma (MAB) van UNESCO, bijeenkomend in Dresden (Duitsland) van 28 juni tot 1 juli 2011, voegde 18 nieuwe locaties toe aan het World Network of Biosphere Reserves, waaronder de Berlengas.

## Geografie
De Berlengas bestaan uit de eilandgroepen van Berlenga Grande, Estelas en Farilhões-Forcadas. Bij Berlenga Grande ligt Cerro da Velha. De archipel is uitgeroepen tot natuurreservaat.

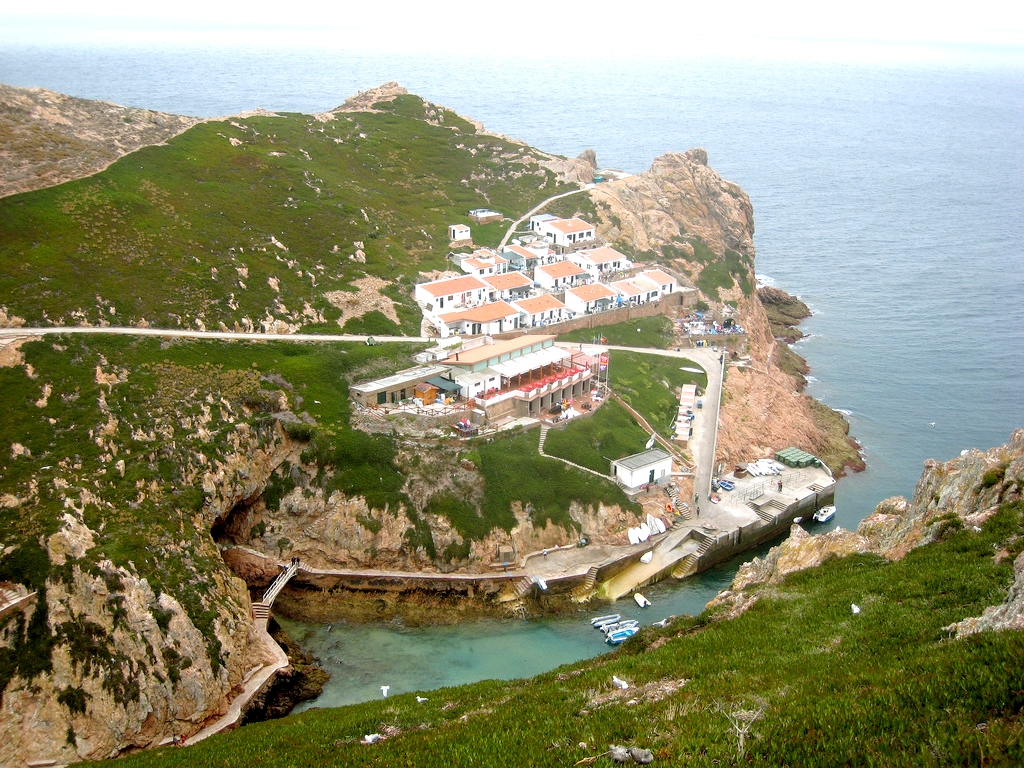
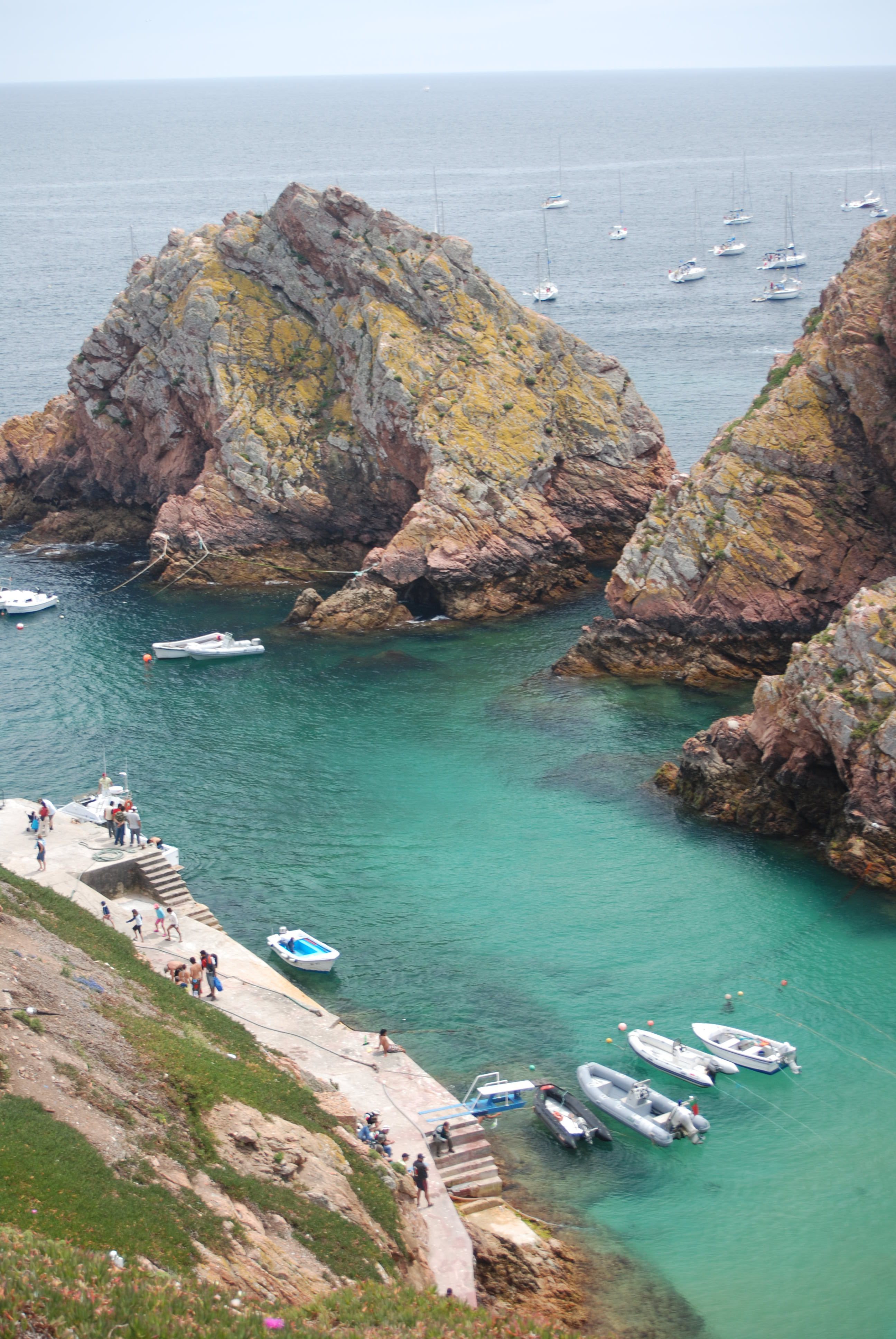
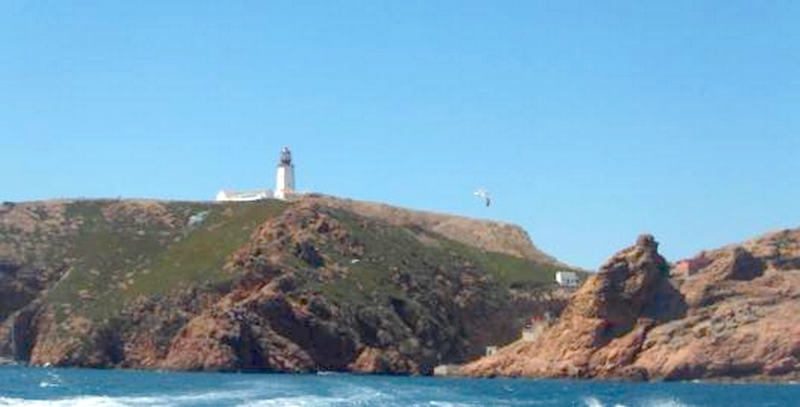
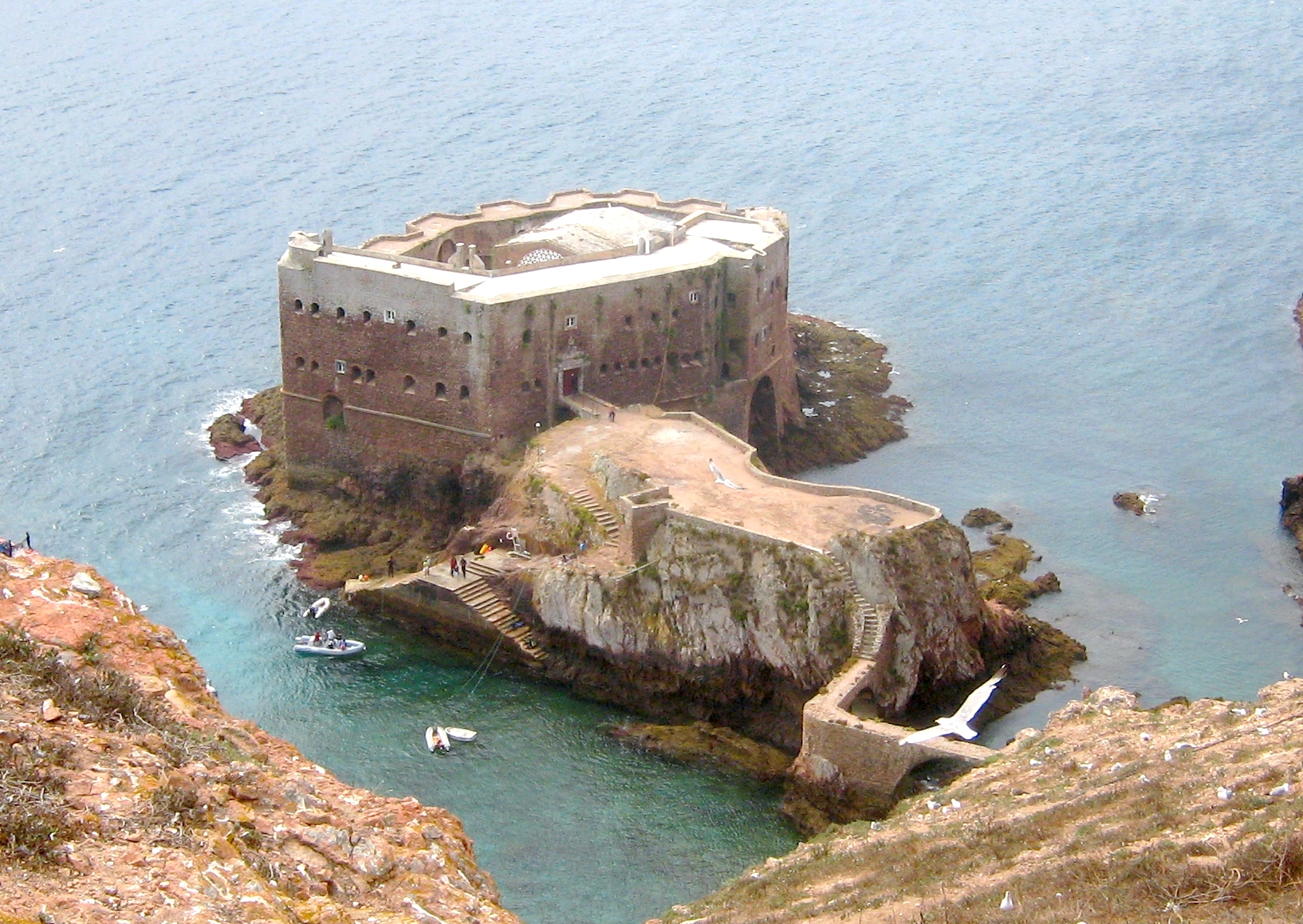
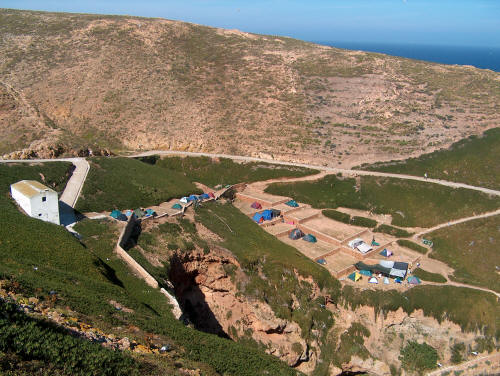
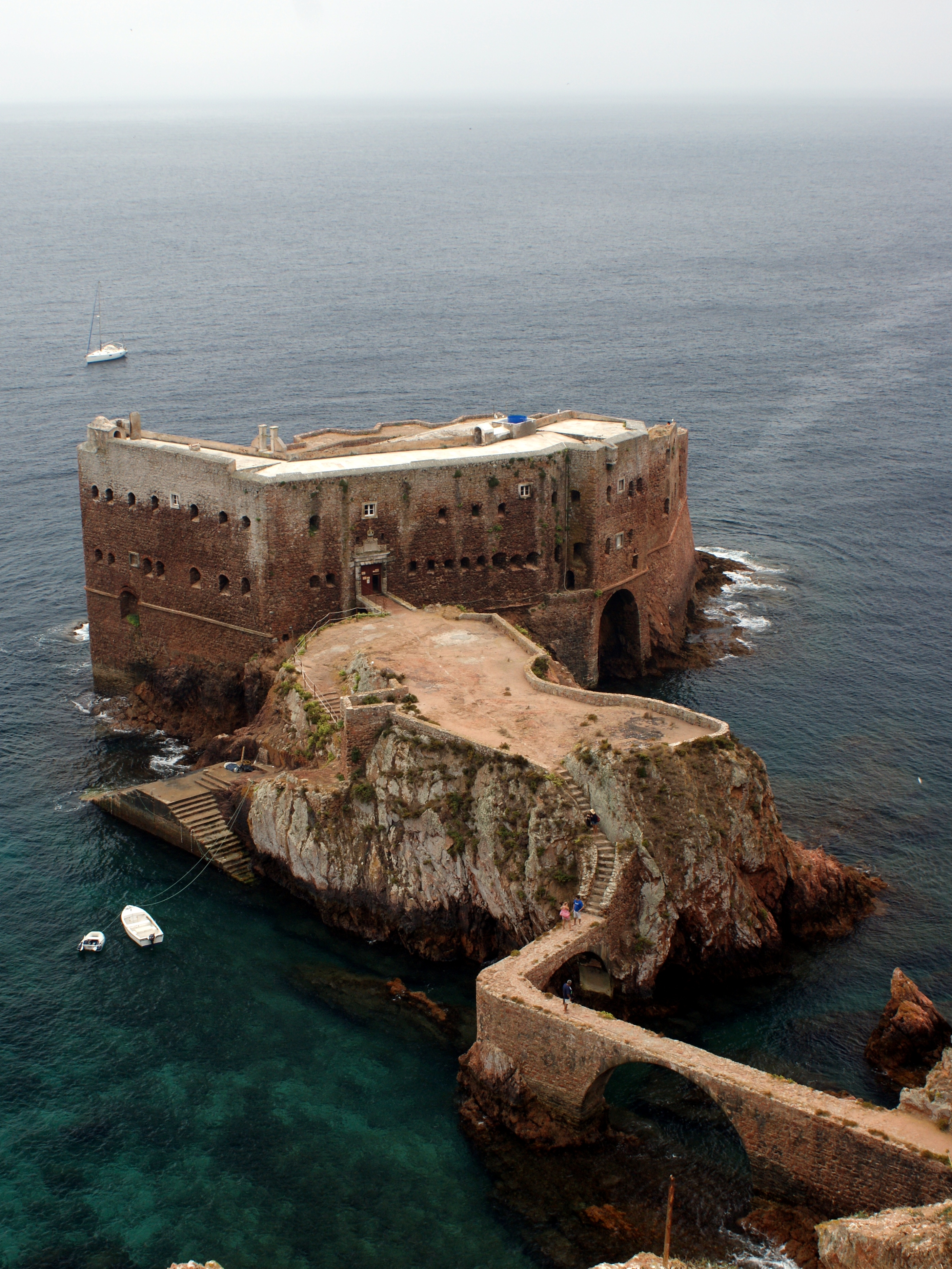
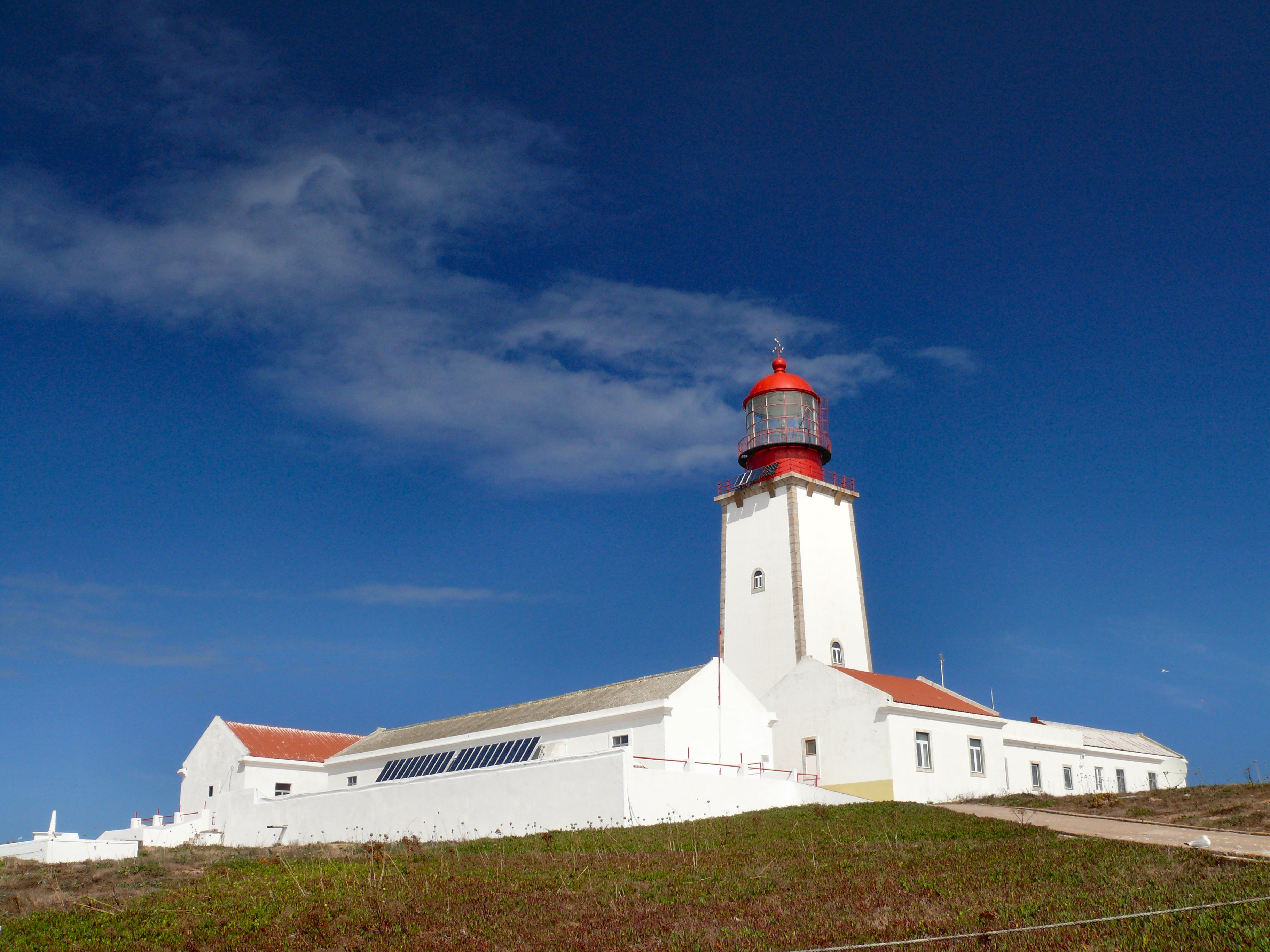
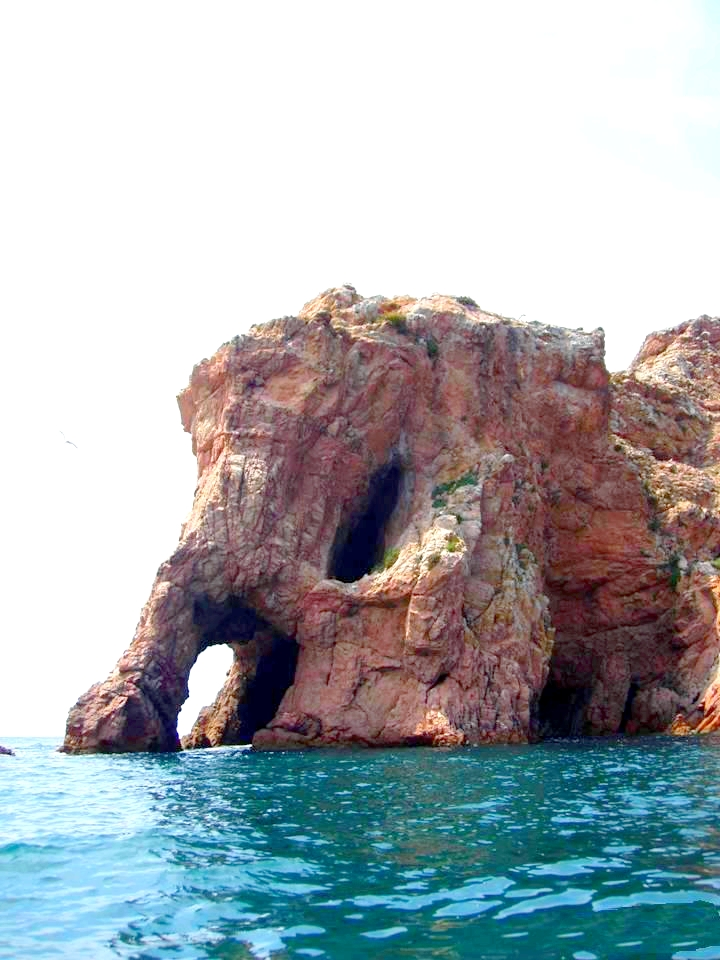